# Kim Jong-hyun (sanger)
Kim Jong-hyun (født 8. april 1990, død 18. december 2017) kendt som Jonghyun, var en sydkoreansk sanger og sangskriver. Han var forsanger og medlem af både den sydkoreanske drengegruppe SHINee og gruppen SM The Ballad. Jonghyun udgav sin første EP med titlen Base den 12. januar 2015.

## Liv og gerning

### Pre-debut
Jonghyun var aktiv inden for musik allerede i skolealderen. Han var i et band og deltog i flere festivaler i sit område. Bandets navn var "Zion", hvor Jonghyun var bassist, og i løbet af et af sine shows, blev han undersøgt af SM. Før sin debut med SHINee sang han en duet med Zhang Liyin i sangen "Wrongly Given Love" på hendes kinesiske album.

### SHINee
Jonghyun blev opdaget på "2005 SM Casting System". I 2008 blev han valgt som ét af fem medlemmer til drengegruppen SHINee, der debuterede den 25. maj 2008 i musikprogrammet Inkigayo på den nationale tv-station SBS.

### SM The Ballad
I november 2010 afslørede SM Entertainment, at Jonghyun sammen med TRAXs Jay, Super Juniors Kyuhyun og rookie-sanger, Jino, havde dannet en projektgruppe, SM The Ballad, under deres label. Gruppen fokuserede mere på ballader i stedet for på pop og R&B-temaer. Gruppen udgav deres debutalbum, Miss You, den 29. november 2010. De debuterede den 28. november 2010 i programmet Inkigayo med deres første single, "Miss You", og samme år kom også singlen "Hot Times."
Den 4. februar 2014 afslørede SM Entertainment, at SM The Ballad vil gøre comeback med nye medlemmer, hvor Jonghyun var den eneste fra den oprindelige formation. Der blev senere afsløret, at han sammen med Girls' Generations Taeyeon ville synge titelnummeret på det nye album, "Breath".

### Soloarbejde
I oktober 2010 var Jonghyun en af tyve idoler fra forskellige sydkoreanske grupper, der medvirkede på sangen "Let's Go" med henblik på at øge offentlighedens deltagelse i 2010 G-20 topmødet i Seoul. Han fortsatte som sanger sammen med label-hjælperne Sungmin, Seohyun og Luna.

### Død
Ifølge politiet blev Jonghyun fundet bevidstløs i en lejet lejlighed i Cheongdam-dong, Gangnam District i den sydøstlige del af Seoul, omkring klokken 18:10  lokal tid den 18. december 2017. Tidligere samme dag ringede hans storesøster til alarmcentralen klokken 16:42 og fortalte dem, at hun mente, at hendes bror var i gang med at tage sit eget liv. Han havde angiveligt sendt en del tekstbeskeder til sin søster med ord som "sidste farvel".
Jonghyun døde i en alder af 27 år. Ifølge en meddelelse sendte Jonghyun til sin ven Nine af rockebandet "Dear Cloud", som rockeren afslørede på sociale medier tirsdag med tilladelse fra Jonghyuns familie, kæmpede Jonghyun med at leve som en berømthed:
"Jeg var brudt indvendigt. Depression, der langsomt havde gnavet mig væk bid for bid, har endelig fortæret mig, og jeg kunne ikke overvinde det," skrev Jonghyun.
"Måske var det ikke for mig at leve med popularitet, det var svært på grund af det. Hvorfor valgte jeg det? Sjovt. En sådan modig en, som jeg holdt ud indtil nu."